# Przeplatka febe
Przeplatka febe (Melitaea phoebe) – gatunek dziennego motyla z rodziny rusałkowatych (Nymphalidae).

## Wygląd
Rozpiętość skrzydeł od 42 do 48 mm, dymorfizm płciowy słabo zaznaczony – wierzch skrzydeł samców zwykle jaśniejszy i jaskrawszy.

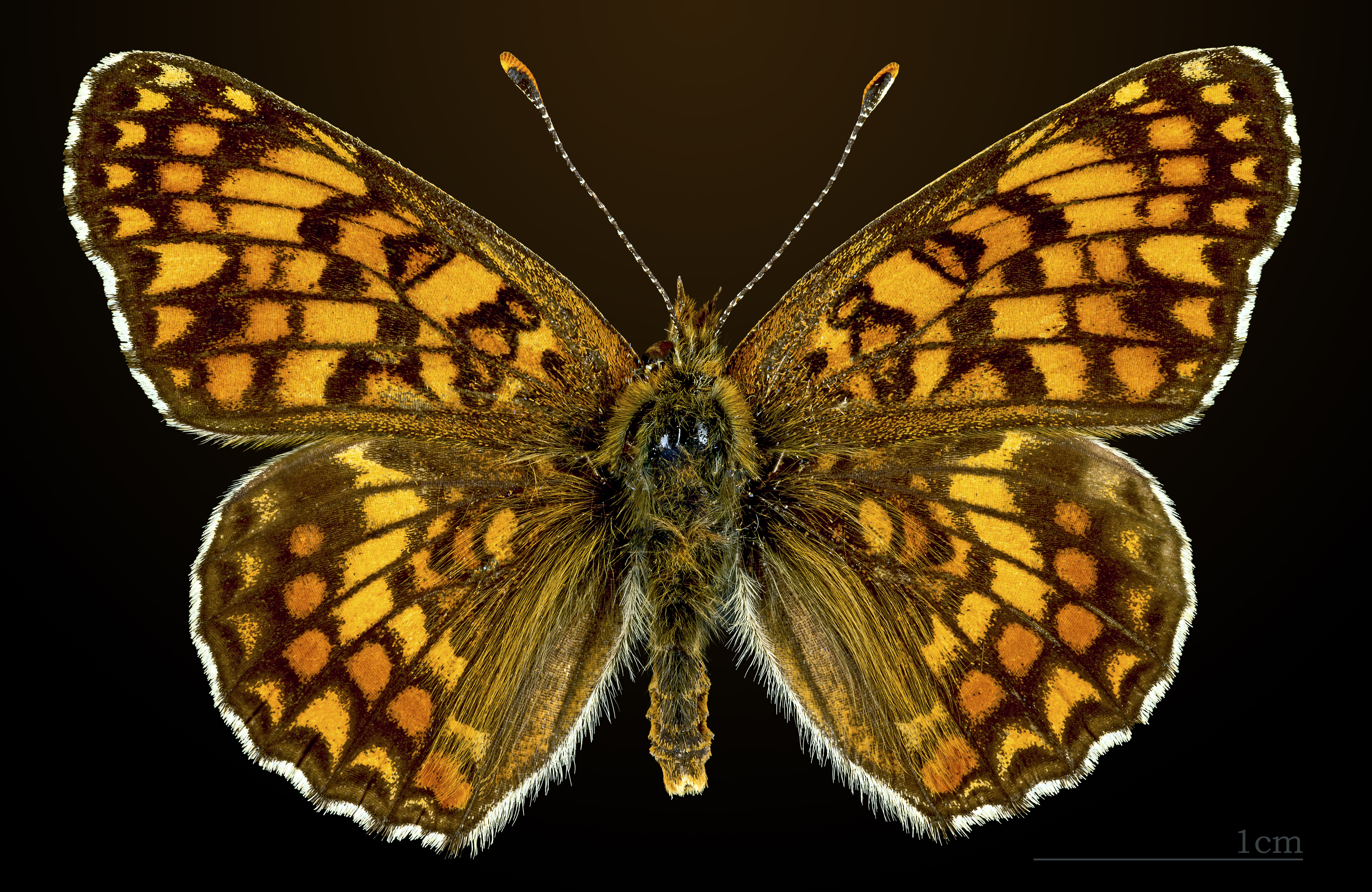
♂
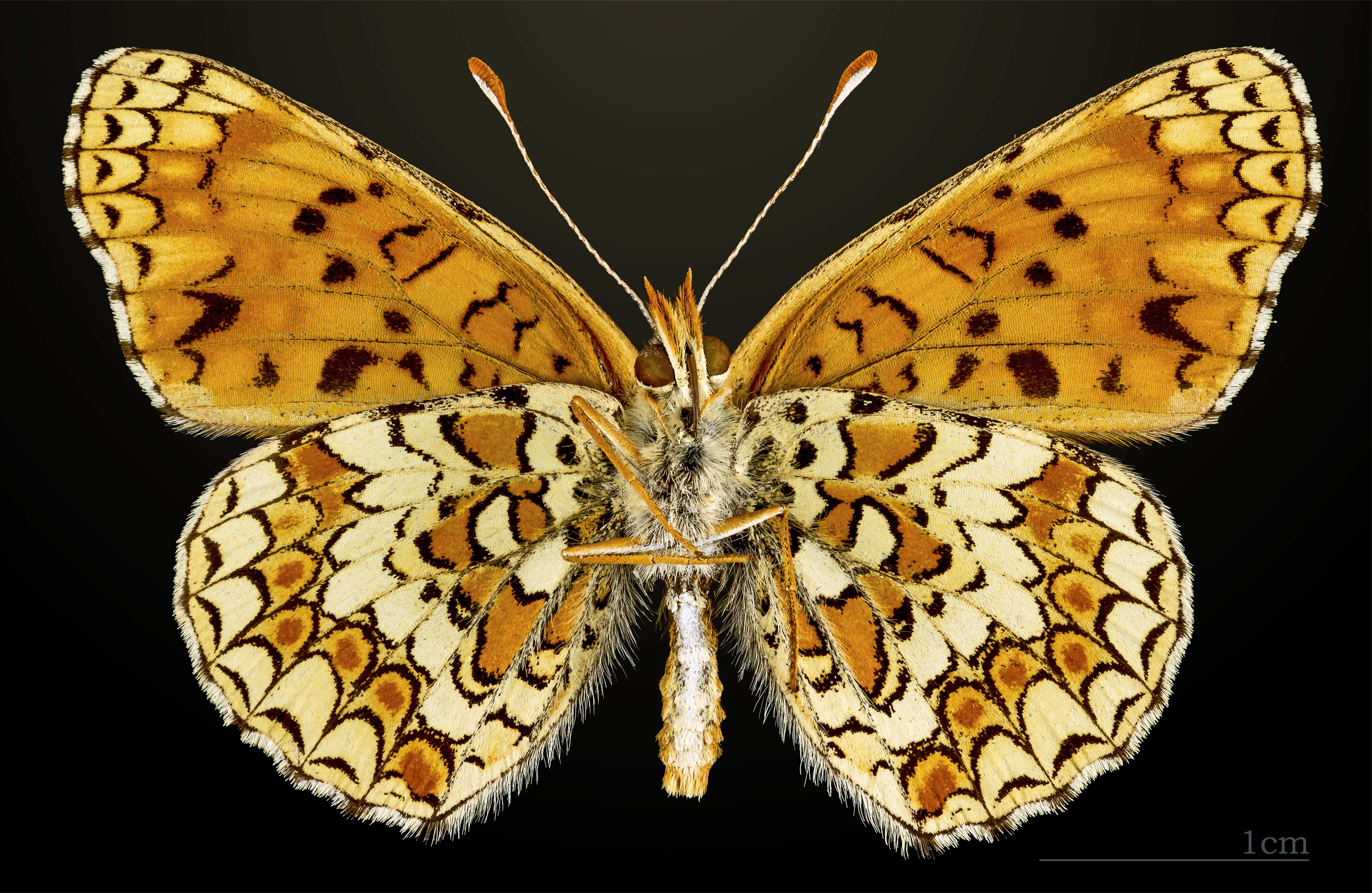
♂ △
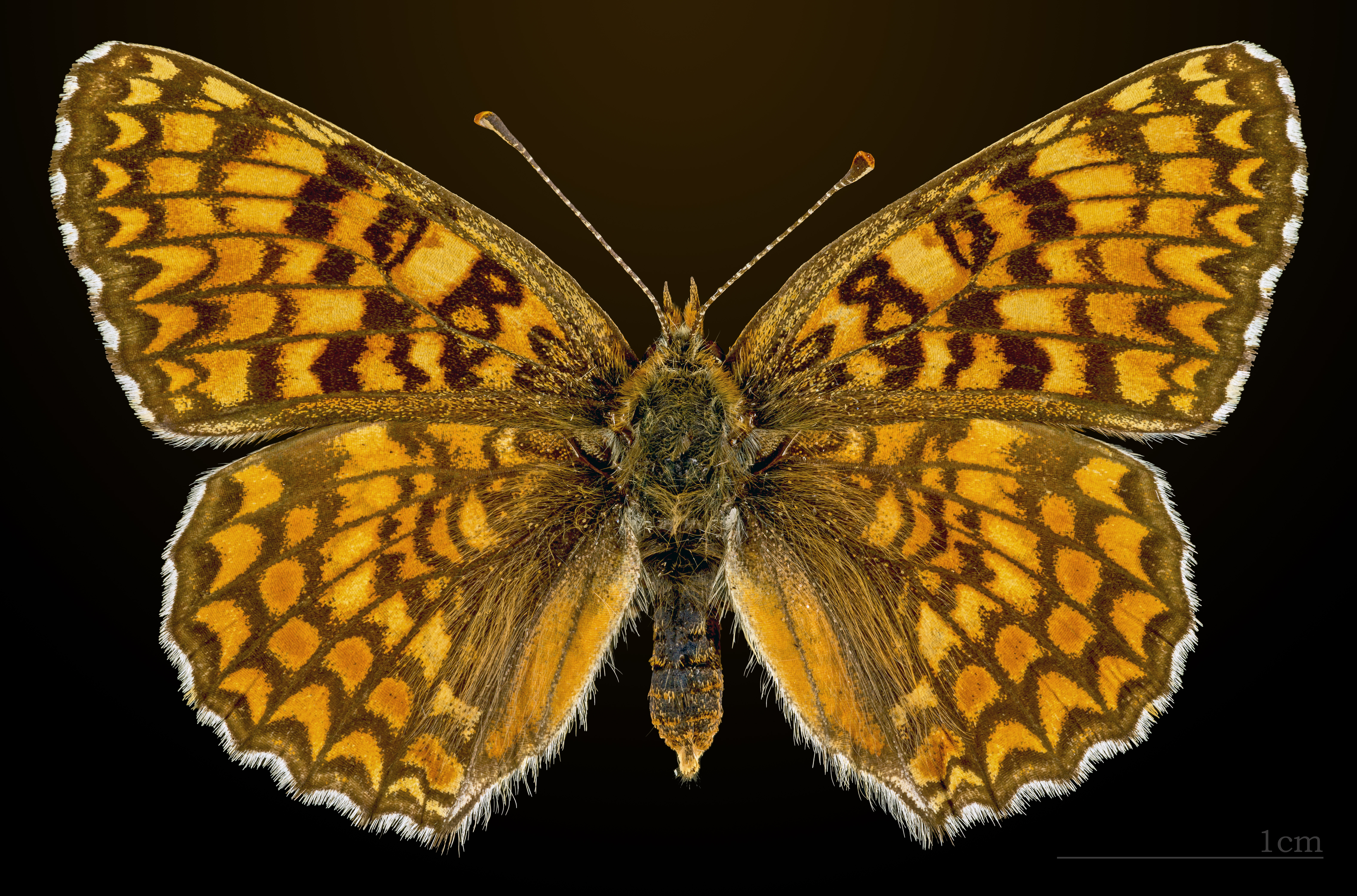
♀
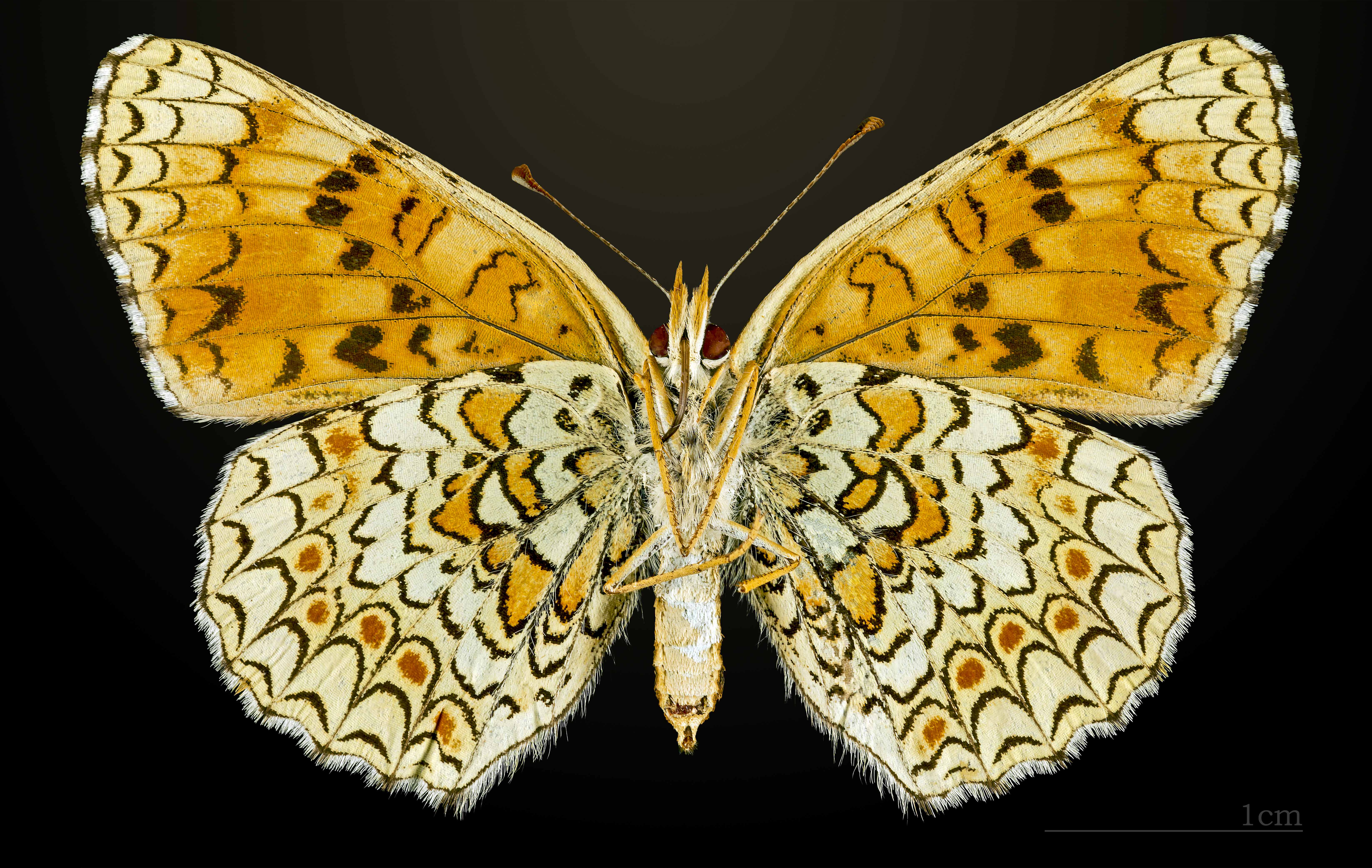
♀ △

## Siedlisko
Kwieciste ciepłolubne murawy i polany w prześwietlonych lasach.

## Biologia i rozwój
Wykształca jedno lub dwa pokolenia w roku (czerwiec–lipiec). Rośliny żywicielskie: chabry i ostrożenie, głównie chaber łąkowy i chaber driakiewnik. Jaja barwy jasnożółtej składane są w dużych grupach na spodniej stronie rośliny żywicielskiej. Larwy wylęgają się po 3 tygodniach, do zimy żyją gromadnie, na wiosnę pojedynczo. Stadium poczwarki trwa około 2,5 do 4 tygodni.

## Rozmieszczenie geograficzne
Gatunek palearktyczny, w Polsce jest gatunkiem rzadkim. Pojedyncze osobniki spotykane bywają w Beskidzie Niskim oraz w Bieszczadach. W przeszłości był obserwowany w Puszczy Białowieskiej oraz w okolicach Poznania i Warszawy.

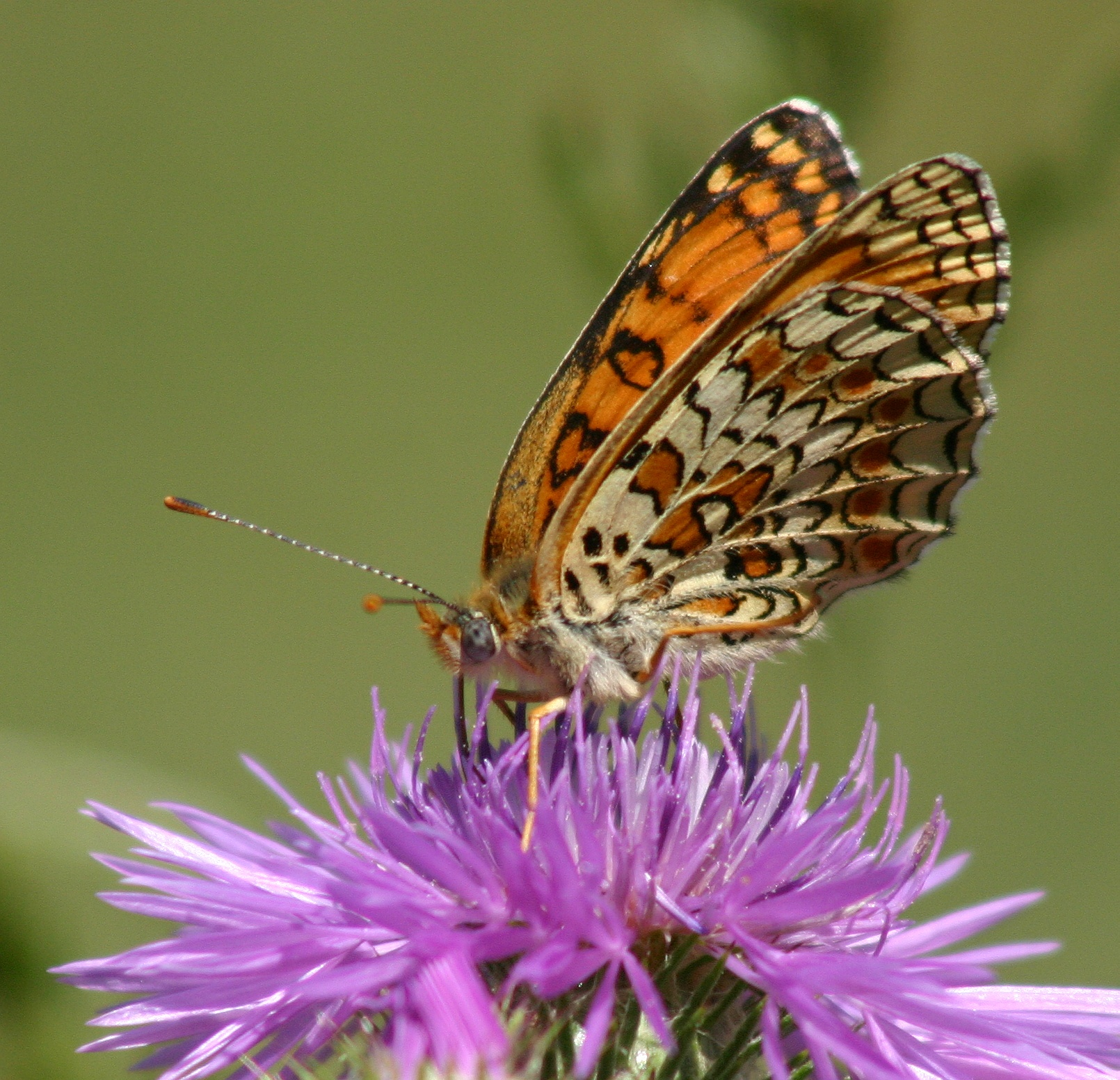
Spodnia strona skrzydeł